# Menggenjimisu
Menggenjimisu (Ordos, 8 aprile 1991) è un'atleta paralimpica cinese, specializzata nel getto del peso e nel lancio del disco e appartenente alla categoria F40 (atleta di bassa statura) in quanto alta 137 cm. Ai Giochi paralimpici di Pechino 2008 ha gareggiato con il nome Jimisu Menggen, mentre a quelli di Londra 2012 fu accreditata come Genjimisu Meng.

## Biografia
Nata a Ordos, nella Mongolia interna, fu abbandonata dalla madre a causa della sua disabilità e allevata dalla nonna, in quanto anche il padre era disabile. Iniziò ad allenarsi a Ordos, dove fu creato un campo per l'allenamento di dieci atleti.
Nel 2008 prese parte ai Giochi paralimpici di Pechino in rappresentanza della Cina, per la quale conquistò la medaglia d'argento nel getto del peso F40 e quella d'oro nel lancio del disco F40 con una prestazione di 28,04 m, nuovo record mondiale paralimpico di categoria.
Nel 2011 conquistò la medaglia d'argento e quella di bronzo rispettivamente nel getto del peso F40 e nel lancio del disco F40 ai campionati mondiali paralimpici di Christchurch e nel 2012 partecipò ai Giochi paralimpici di Londra, dove ottenne la medaglia d'argento nel getto del peso F40 e quella di bronzo nel lancio del disco F40.

## Palmarès
| Anno | Manifestazione       | Sede         | Evento               | Risultato | Prestazione | Note |
| ---- | -------------------- | ------------ | -------------------- | --------- | ----------- | ---- |
| 2008 | Giochi paralimpici   | Pechino      | Getto del peso F40   | Argento   | 8,48 m      |      |
| 2008 | Giochi paralimpici   | Pechino      | Lancio del disco F40 | Oro       | 28,04 m     |      |
| 2011 | Mondiali paralimpici | Christchurch | Getto del peso F40   | Argento   | 8,64 m      |      |
| 2011 | Mondiali paralimpici | Christchurch | Lancio del disco F40 | Bronzo    | 26,41 m     |      |
| 2012 | Giochi paralimpici   | Londra       | Getto del peso F40   | Argento   | 9,13 m      |      |
| 2012 | Giochi paralimpici   | Londra       | Lancio del disco F40 | Bronzo    | 30,44 m     |      |